# Theodor Bröcker
Theodor Bröcker (Freiburg im Breisgau, 21 de maio de 1938 – 4 de setembro de 2014) foi um matemático alemão.
Bröcker estudou física, matemática, filosofia e economia nas universidades de Kiel, Zurique, Tübingen e Heidelberg. Obteve um doutorado em 1965 na Universidade de Kiel, orientado por Horst Schubert, sendo em seguida até 1970 assistente em Heidelberg. Obteve a habilitação em 1971 na Universidade de Regensburg, onde foi depois professor. Bröcker trabalhou principalmente com topologia diferencial. Seu livro-texto com Klaus Jänich é uma obra clássica sobre o assunto.
Dentre seus doutorandos consta Peter Slodowy.

## Obras
- com Klaus Jänich Differentialtopologie, Springer-Verlag, Heidelberger Taschenbücher 1973, Reimpressão 1990, ISBN 3540064613. (em inglês: Cambridge University Press 1982)
- com Tammo tom Dieck Kobordismentheorie, Springer 1970
- com tom Dieck: Representations of compact Lie groups, Springer 1985, 1995
- Analysis in mehreren Variablen (Subtítulo: Einschließlich gewöhnlicher Differentialgleichungen und des Satzes von Stokes), Teubner Studienbücher 1980
- Differential Germs and Catastrophes, Cambridge University Press 1975
- Lineare Algebra und analytische Geometrie, Birkhäuser, 2. Edição 2004